# Військові звання Німеччини
Військові звання Німеччини — система військових звань та розрізнень, встановлених Президентом Німеччини у відповідності до секції 4, параграфа 3 Наказу (нім. Anordnung des Bundespräsidenten über die Dienstgradbezeichnungen und die Uniform der Soldaten).

## Структура звань
Військові звання в Бундесвері поділяються на три категорії: офіцери, унтерофіцери і рядові. Звання офіцерів розділені ще на три підкатегорії:
- Вищі офіцери
- Старші офіцери
- Молодші офіцери

Звання унтер-офіцерів розділені на дві підкатегорії:
- унтер-офіцери з портупеєю
- унтер-офіцери без портупеї

У видах збройних сил Армії і в Люфтваффе звання ідентичні; унтер-офіцери і офіцери Військово-морського флоту, а також офіцери медичної служби мають інші звання.

## Військовослужбовці, звільнені в запас
Звання військовослужбовців, які звільнені в запас, мають доповнення а. D. або d. R. (außer Dienst або die Reserve). Якщо чергове звання присвоєне після закінчення дійсної служби, то вони комбінуються, наприклад: OLt а. D. u. Hptm d. R. (нім. Oberleutnant außer Dienst und Hauptmann der Reserve) — старший лейтенант запасу і капітан резерву.
Звільнені в запас можуть подати клопотання про дозвіл на носіння форми. В цьому випадку вони повинні носити додаткові відзнаки (чорно-червоно-золота буква R на погонах для Армії і Люфтваффе і золота на погонах і рукавах для ВМС). Дозволяється носити повсякденну форму одягу і лише у виняткових випадках (з дозволу начальника гарнізону) — польову.

## Таблиця звань

### Армія і Люфтваффе
Армія і Люфтваффе мають однакові знаки розрізнення; вони відрізняються тільки в наступних пунктах:
| Форма одягу | Армія                                                                            | Люфтваффе                                             |
| ----------- | -------------------------------------------------------------------------------- | ----------------------------------------------------- |
| Польова     | Кольоровий кант нижче за знаки відмінності залежно від роду військ               | Крила нижчі за знаки відмінності (див. Leutnant)      |
| Повсякденна | Знаки відмінності на сірому полі з кольоровою облямівкою залежно від роду військ | Знаки відмінності на синьому полі з жовтою облямівкою |

|  |  |  |  |  |

| Офіцери Армії / Люфтваффе                     | Офіцери Армії / Люфтваффе | Офіцери Армії / Люфтваффе         | Офіцери Армії / Люфтваффе  | Офіцери Армії / Люфтваффе        | Офіцери Армії / Люфтваффе | Офіцери Армії / Люфтваффе      | Офіцери Армії / Люфтваффе | Офіцери Армії / Люфтваффе    | Офіцери Армії / Люфтваффе | Офіцери Армії / Люфтваффе  | Офіцери Армії / Люфтваффе | Офіцери Армії / Люфтваффе | Офіцери Армії / Люфтваффе | Офіцери Армії / Люфтваффе |
|                                               | Генерали                  | Генерали                          | Генерали                   | Генерали                         | Старші офіцери            | Старші офіцери                 | Старші офіцери            | Молодші офіцери              | Молодші офіцери           | Молодші офіцери            | Молодші офіцери           |                           |                           |                           |
| --------------------------------------------- | ------------------------- | --------------------------------- | -------------------------- | -------------------------------- | ------------------------- | ------------------------------ | ------------------------- | ---------------------------- | ------------------------- | -------------------------- | ------------------------- | ------------------------- | ------------------------- | ------------------------- |
| Погони до повсякденної / польової форми одягу |                           |                                   |                            |                                  |                           |                                |                           |                              |                           |                            |                           |                           |                           |                           |
| Звання                                        | Генерал General           | Генерал-лейтенант Generalleutnant | Генерал-майор Generalmajor | Бригадний генерал Brigadegeneral | Оберст Oberst             | Оберстлейтенант Oberstleutnant | Майор Major               | Штабсгауптман Stabshauptmann | Гауптман Hauptmann        | Оберлейтенант Oberleutnant | Лейтенант Leutnant        | Оберфенрих Oberfähnrich   | Фенрих Fähnrich           | Фанен-юнкер Fahnenjunker  |
| Код НАТО                                      | OF-9                      | OF-8                              | OF-7                       | OF-6                             | OF-5                      | OF-4                           | OF-3                      | OF-2                         | OF-2                      | OF-1                       | OF-1                      | OF(D)                     | OF(D)                     | Cadet                     |

| Унтер-офіцери Армії / Люфтваффе              | Унтер-офіцери Армії / Люфтваффе         | Унтер-офіцери Армії / Люфтваффе | Унтер-офіцери Армії / Люфтваффе | Унтер-офіцери Армії / Люфтваффе | Унтер-офіцери Армії / Люфтваффе | Унтер-офіцери Армії / Люфтваффе     | Унтер-офіцери Армії / Люфтваффе | Унтер-офіцери Армії / Люфтваффе |
|                                              | Унтер-офіцери з портупеєю               | Унтер-офіцери з портупеєю       | Унтер-офіцери з портупеєю       | Унтер-офіцери з портупеєю       | Унтер-офіцери з портупеєю       | Унтер-офіцери без портупеї          | Унтер-офіцери без портупеї      |                                 |
| -------------------------------------------- | --------------------------------------- | ------------------------------- | ------------------------------- | ------------------------------- | ------------------------------- | ----------------------------------- | ------------------------------- | ------------------------------- |
| Погони до повсякденної/ польової форми одягу |                                         |                                 |                                 |                                 |                                 |                                     |                                 |                                 |
| Звання                                       | Оберштабсфельдфебель Oberstabsfeldwebel | Штабсфельдфебель Stabsfeldwebel | Гауптфельдфебель Hauptfeldwebel | Оберфельдфебель Oberfeldwebel   | Фельдфебель Feldwebel           | Штабсунтерофіцер Stabsunteroffizier | Унтерофіцер Unteroffizier       |                                 |
| Код НАТО                                     | OR-9                                    | OR-8                            | OR-7                            | OR-6                            | OR-6                            | OR-5                                | OR-5                            |                                 |

| Рядовий склад Армії / Люфтваффе               | Рядовий склад Армії / Люфтваффе      | Рядовий склад Армії / Люфтваффе | Рядовий склад Армії / Люфтваффе | Рядовий склад Армії / Люфтваффе | Рядовий склад Армії / Люфтваффе | Рядовий склад Армії / Люфтваффе |
| --------------------------------------------- | ------------------------------------ | ------------------------------- | ------------------------------- | ------------------------------- | ------------------------------- | ------------------------------- |
| Погони до повсякденної / польової форми одягу |                                      |                                 |                                 |                                 |                                 |                                 |
| Звання                                        | Оберштабсєфрейтор Oberstabsgefreiter | Штабсєфрейтор Stabsgefreiter    | Гауптєфрейтор Hauptgefreiter    | Оберєфрейтор Obergefreiter      | Єфрейтор Gefreiter              | Солдат Soldat                   |
| Код НАТО                                      | OR-4                                 | OR-4                            | OR-3                            | OR-3                            | OR-2                            | OR-1                            |

### Військово-морські сили
| Офіцери Військово-морських сил | Офіцери Військово-морських сил | Офіцери Військово-морських сил | Офіцери Військово-морських сил | Офіцери Військово-морських сил     | Офіцери Військово-морських сил  | Офіцери Військово-морських сил     | Офіцери Військово-морських сил     | Офіцери Військово-морських сил              | Офіцери Військово-морських сил    | Офіцери Військово-морських сил             | Офіцери Військово-морських сил     | Офіцери Військово-морських сил          | Офіцери Військово-морських сил  | Офіцери Військово-морських сил |
|                                | Адмірали                       | Адмірали                       | Адмірали                       | Адмірали                           | Старші офіцери                  | Старші офіцери                     | Старші офіцери                     | Молодші офіцери                             | Молодші офіцери                   | Молодші офіцери                            | Молодші офіцери                    |                                         |                                 |                                |
| ------------------------------ | ------------------------------ | ------------------------------ | ------------------------------ | ---------------------------------- | ------------------------------- | ---------------------------------- | ---------------------------------- | ------------------------------------------- | --------------------------------- | ------------------------------------------ | ---------------------------------- | --------------------------------------- | ------------------------------- | ------------------------------ |
| Погони                         |                                |                                |                                |                                    |                                 |                                    |                                    |                                             |                                   |                                            |                                    |                                         |                                 |                                |
| Звання                         | Адмірал Admiral                | Віцеадмірал Vizeadmiral        | Контрадмірал Konteradmiral     | Адмірал флотилії Flottillenadmiral | Капітан-цур-зее Kapitän zur See | Фрегаттен-капітан Fregattenkapitän | Корветтен-капітан Korvettenkapitän | Штабскапітан-лейтенант Stabskapitänleutnant | Капітан-лейтенант Kapitänleutnant | Оберлейтенант-цур-зее Oberleutnant zur See | Лейтенант-цур-зее Leutnant zur See | Оберфенрих-цур-зее Oberfähnrich zur See | Фенрих-цур-зее Fähnrich zur See | Кадет Seekadett                |
| Код НАТО                       | OF-9                           | OF-8                           | OF-7                           | OF-6                               | OF-5                            | OF-4                               | OF-3                               | OF-2                                        | OF-2                              | OF-1                                       | OF-1                               | OF(D)                                   | OF(D)                           | Cadet                          |

| Погони   |                                    |                            |                            |                          |                  |                   |           |      |      |      |
| Звання   | Оберштабсбоцман Oberstabsbootsmann | Штабсбоцман Stabsbootsmann | Гауптбоцман Hauptbootsmann | Обербоцман Oberbootsmann | Боцман Bootsmann | Обермаат Obermaat | Маат Maat |      |      |      |
| Код НАТО | OR-9                               | OR-8                       | OR-7                       | OR-6                     | OR-6             | OR-6              | OR-5      | OR-5 | OR-5 | OR-5 |

| Матроський склад Військово-морських сил | Матроський склад Військово-морських сил | Матроський склад Військово-морських сил | Матроський склад Військово-морських сил | Матроський склад Військово-морських сил | Матроський склад Військово-морських сил | Матроський склад Військово-морських сил |
| --------------------------------------- | --------------------------------------- | --------------------------------------- | --------------------------------------- | --------------------------------------- | --------------------------------------- | --------------------------------------- |
| Нарукавні знаки                         |                                         |                                         |                                         |                                         |                                         |                                         |
| Звання                                  | Оберштабсєфрейтор Oberstabsgefreiter    | Штабсєфрейтор Stabsgefreiter            | Гауптєфрейтор Hauptgefreiter            | Оберєфрейтор Obergefreiter              | Єфрейтор Gefreiter                      | Матрос Matrose                          |
| Код НАТО                                | OR-4                                    | OR-4                                    | OR-3                                    | OR-3                                    | OR-2                                    | OR-1                                    |

### Офіцери медичної служби
Офіцери медичної служби мають власні звання, які відповідають званням в армії, авіації і флоті:

Знак відмінності Admiral- oberstabsarzt

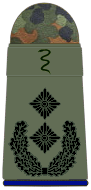
Знак відмінності Oberfeldveterinär

Генерал-лейтенант / Віце-адмірал
- Generaloberstabsarzt
- Admiraloberstabsarzt

Генерал-майор / Контр-адмірал
- Generalstabsarzt
- Admiralstabsarzt

Бригадний генерал / Адмірал
флотілії
- Generalarzt
- Admiralarzt
- Generalapotheker
- Admiralapotheker

Полковник / Капітан І рангу
- Oberstarzt
- Flottenarzt
- Oberstapotheker
- Flottenapotheker
- Oberstveterinär

Підполковник / Капітан ІІ рангу
- Oberfeldarzt
- Flottillenarzt
- Oberfeldapotheker
- Flottillenapotheker
- Oberfeldveterinär

Майор / Капітан ІІІ рангу
- Oberstabsarzt
- Oberstabsapotheker
- Oberstabsveterinär

Капітан /Капітан-лейтенант
- Stabsarzt
- Stabsapotheker
- Stabsveterinär